# ムン・ヘギョン
ムン・ヘギョン（文 恵慶、ハングル：문혜경、1997年3月4日 - ）は、韓国のソフトテニス選手。

## 来歴
慶北観光高-NH BANK　兄の影響でテニスを始める。2016年に名門NH-BANK（農協銀行）に。同年のアジアソフトテニス選手権が初代表。ダブルスでのプレースタイルは後衛。兄はムンギョン市庁所属のムン・デヨン。韓国男子代表のキム・テミンは従兄弟にあたる。

## 四大国際大会戦績
- 2016アジアソフトテニス選手権　国別対抗団体戦金メダル
- 2018アジア競技大会　国別対抗　準優勝　ミックスダブルス準優勝
- 2019世界ソフトテニス選手権　　ミックスダブルス優勝　国別対抗団体戦準優勝
- 2023アジア競技大会　シングルス優勝　ミックスダブルス第３位
- 2024世界ソフトテニス選手権　　ミックスダブルス優勝　国別対抗団体戦優勝　ダブルス第３位